# Monarca alanegre
El monarca alanegre (Monarcha frater) és un ocell de la família dels monàrquids (Monarchidae).

## Hàbitat i distribució
Habita els boscos de les muntanyes del centre, nord-est, nord-oest i sud-est de Nova Guinea, illes de l'Estret de Torres i la Península del Cap York, al nord-est d'Austràlia.